# 拉敦峰
46°41′30.4″N 9°16′39.5″E / 46.691778°N 9.277639°E
拉敦峰（Piz Radun），是瑞士的山峰，位於該國東南部，由格勞賓登州負責管轄，屬於勒蓬廷阿爾卑斯山脈的一部分，海拔高度2,581米，每年平均降雨量1,929毫米。

## 外部連結
- Piz Radun on Hikr （页面存档备份，存于）